# Test chi quadrato di Yates
Il test chi quadrato di Yates consiste in una variazione del test chi quadrato a cui si applica la cosiddetta correzione di Yates; questo tipo di test viene utilizzato quando la numerosità totale degli eventi è compresa tra 40 (al di sotto si usa sempre il test esatto di Fisher) e 200 (al di sopra si utilizza il normale test chi quadrato).

## Tabella di contingenza delle frequenze osservate (caso con 2 caratteristiche e 2 esiti)
| Gruppo campionario    | sviluppo patologia | soggetti sani | totale righe |
| fattore esposizione 1 | 19                 | 6             | 25           |
| fattore esposizione 2 | 5                  | 14            | 19           |
| totale colonne        | 24                 | 20            | 44           |

La nostra numerosità totale sarà quindi 44.
Ricaveremo la tabella delle frequenze attese
| Gruppo campionario    | sviluppo patologia | soggetti sani | totale righe |
| fattore esposizione 1 | A                  | B             | 25           |
| fattore esposizione 2 | C                  | D             | 19           |
| totale colonne        | 24                 | 20            | 44           |

- A=24*25/44
- B=20*25/44
- C=24*19/44
- D=20*19/44

## Tabella delle frequenze attese
| Gruppo campionario    | sviluppo patologia | soggetti sani | totale righe |
| fattore esposizione 1 | 13,64              | 11,36         | 25           |
| fattore esposizione 2 | 10,36              | 8,64          | 19           |
| totale colonne        | 24                 | 20            | 44           |

In questo modo adesso avremo le frequenze osservate ed attese da inserire nella formula, che nello specifico è:
{\displaystyle \chi ^{2}=\sum _{i=1}^{k}{(|o_{i}-e_{i}|-0,5)^{2} \over e_{i}}}
Detto in altri termini:
{\displaystyle \chi ^{2}=\sum _{i=1}^{k}{(|FrequenzaOsservata_{i}-FrequenzaAttesa_{i}|-0,5)^{2} \over FrequenzaAttesa_{i}}}